# クズルバシュ

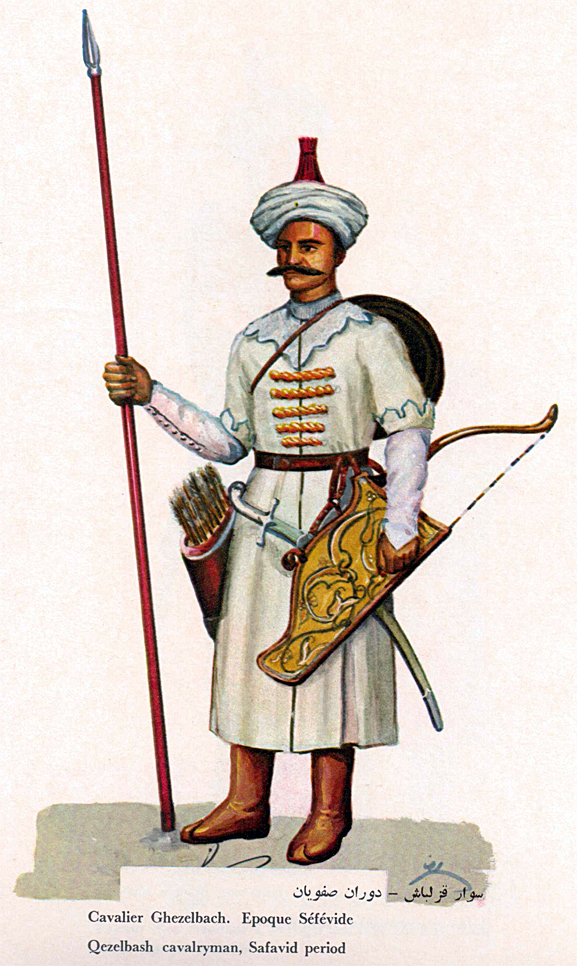
クズルバシュ

クズルバシュ（ペルシア語：قزلباش、トルコ語：Kızılbaş、キジルバーシュ、クズルバシ、キジルバシとも）は、サファヴィー教団（イランに存在した、サファヴィー朝の前身となるイスラームの宗教団体）の信徒、および信徒の多数を占めるアナトリア高原に居住するトルコ系遊牧民である。現在のイランとその周辺に現存する、彼らの子孫とされる民族集団もこの名前で呼ばれる。オスマン帝国、シャイバーニー朝ではサファヴィー朝の領土を「クズルバシュの国」、サファヴィー朝のシャー（王）を「クズルバシュの王」と呼んでいた。

## 歴史

### サファヴィー朝建国期
シャイフ・ハイダル（? - 1488年）がサファヴィー教団の教団長の地位にあった時代に、クズルバシュが誕生した。ハイダルは夢の中に現れたイマーム・アリーの指示に従い、信徒に特殊な帽子をかぶるように命じたという。赤い心棒にイマームの数に由来する12の襞がある布を巻きつけたターバンを被った信徒たちは、トルコ語で「赤い頭」を意味するクズルバシュの名で呼ばれた。
1499年にサファヴィー朝の建国者イスマーイール1世が決起したとき、アナトリア高原各地のクズルバシュに檄文が送られ、集合地であるエルズィンジャン郊外には7,000人のクズルバシュが集まった。イスマーイール1世の決起から10年以上の間、サファヴィー朝軍はほぼ無敗であり、クズルバシュの間では「無謬の教主」イスマーイールの神性が信仰された。クズルバシュは教主イスマーイールを救世主と信じており、教主のもとでの死は殉教死となるため、彼らは死を恐れずに戦った。死を恐れずに戦い、密集した陣形を取って敵に突撃を繰り返すクズルバシュの騎兵は、他国の兵士から恐れられた。
イスマーイール1世は軍功の対価としてクズルバシュの部族長たちに地位を与え、大アミール（アミール・ルウラマー）、侍従長（イーシークアーカースィーバーシー）、行政司法長官（ディーワーンベク）などの中央の高官に就く者もいたが、大部分は地方領主の地位を与えられた。領地から上がった税収は政府に収める一部を除き、部族長とその部族の収入となった。チャルディラーンの戦いの後、封建領主の性質を持ち始めたクズルバシュは部族の利益を求めて行動するようになる。イスマーイール1世の存命中はクズルバシュ同士の抗争は表面化しなかったが、イスマーイールが没し、タフマースブ1世が10歳で王位を継ぐと、クズルバシュたちの間に軍事衝突が起きる。

### クズルバシュの権力の衰退
彼らは軍人の最高位である大アミールの地位を得るため、タフマースブを奉じて互いに争った。たびたび部族間で同盟が結ばれ、大アミールの地位に就く人間が次々に入れ替わる状態がタフマースブの即位後10年の間続く。クズルバシュたちの抗争に乗じたオスマン帝国とシャイバーニー朝がサファヴィー朝の領土に侵入する危機を乗り切ったタフマースブは、1534年にクズルバシュの大アミール・フサイン・ハーン・シャームルーを反逆罪で処刑し、親政を開始する。40年近くにわたるタフマースブ1世の治世ではクズルバシュの抗争は沈静化し、クズルバシュを抑える方策が採られる。部族間の勢力の均衡を取る人事政策以外に、イラン、カフカース出身の人材の登用、サファヴィー家出身者の宰相への起用が行われた。政争に敗れたクズルバシュの有力者たちはオスマン朝に寝返り、オスマン朝のスルターン・スレイマン1世は彼らを利用してしばしばサファヴィー朝の領土に侵入した。
1578年にムハンマド・ホダーバンデが即位した後にクズルバシュ同士の抗争が再発し、内乱の期間は約10年間にわたった。この内乱期にオスマン帝国は東方に軍を進め、タブリーズを含むアゼルバイジャンの大部分がオスマン軍の占領下に置かれた。1587年に王子アッバース（アッバース1世）は、クズルバシュの有力者の一人であるムルシドクリー・ハーン・ウスタージャルーの後ろ盾を得てカズウィーンに入城し、ホダーバンデから王位を譲り受ける。翌1588年にアッバース1世はムルシドクリーを粛清し、親征に乗り出した。
アッバース1世は、クズルバシュに依存するサファヴィー朝の軍事制度の改革のため、新軍の編成に取り組む。国王から直接俸給を得ているクズルバシュから組織されるコルチ、カフカース系の宮廷奴隷から組織されるゴラームの二軍が近衛兵として編成され、加えてイラン系の兵士からなる砲兵隊が組織された。国王直属の軍隊の維持費を賄うために国の直轄領が増やされ、領主を務めていたクズルバシュの部族長たちは地位を失った。遊牧国家の特徴を備えていたサファヴィー朝がアッバースの改革によって性質を変えるとともに、クズルバシュは国家の中枢から遠ざけられた。

## クズルバシュ的シーア主義
シャイフ・ジュナイド（? - 1460年）がトルコ系遊牧民にサファヴィー教団の教えを説いたとき（サファヴィー朝#サファヴィー朝の起源も参照）、イスラーム教義とは相いれない中央アジア以来のシャーマニズム信仰をもったクズルバシュに受け入れやすいように改めた教義を説いた。この教義を「クズルバシュ的シーア主義」と呼ばれる。
1. 12人のイマーム崇拝と、救世主到来を信じるメシアニスム。これはまさにシーア派的考えである[16]。
2. スンナ派に対する異常な憎しみ。スンナ派の著名人の墓や遺体の冒涜はその最たるもの。政権を獲得して以降、アリーより前の3人の正統カリフを金曜集会で呪うことが国家の政策となる[16][17]。
3. およそイスラーム的といえない呪術的宗教儀礼の実施[18]。生きたままの人間に噛みつき、その血を啜ったりした。1510年、イスマーイール1世は、ウズベクのシャイバーニー朝との戦いで勝利を収めたが、君主ムハンマド・シャイバーニー・ハーンの髑髏が自分のもとに届けられると、髑髏に金箔を貼って酒杯とし、勝利の美酒を味わったといわれるのもその例である。

## 民族としてのクズルバシュ
現在クズルバシュ人とされる人々はイラン、イラク、アフガニスタン、アゼルバイジャンなどに存在しているとされる。一般的にはトルクメン人として一括される。